# Championnats d'Amérique du Sud d'athlétisme 2025
Navigation
Édition précédente Édition suivante
Les 54es Championnats d'Amérique du Sud d'athlétisme se déroulent du 25 au 27 avril 2025 à Mar del Plata, en Argentine, au sein du stade Justo Ernesto Román.

## Résultats

### Hommes
| Épreuves                     | Or                                                                                             | Argent | Bronze                                                                       |
| ---------------------------- | ---------------------------------------------------------------------------------------------- | --- | ---------------------------------------------------------------------------- |
| 100 m Vent : + 0,4 m/s       | Felipe Bardi 9 s 99                                                                            | Ronal Longa 10 s 04                                                                                               | Carlos Flórez 10 s 17                                                        |
| 200 m Vent : + 1,6 m/s       | César Almirón 20 s 50                                                                          | Ronal Longa 20 s 56                                                                                               | Arturo Deliser 20 s 67                                                       |
| 400 m                        | Kelvis Padrino 46 s 02                                                                         | Elián Larregina 46 s 17                                                                                           | Javier Gómez 46 s 73                                                         |
| 800 m                        | Eduardo Ribeiro Moreira 1 min 50 s 46                                                          | Jose Antonio Maita Perez 1 min 50 s 93                                                                            | Marco Vilca 1 min 50 s 93                                                    |
| 1 500 m                      | Diego Lacamoire 3 min 41 s 34                                                                  | Guilherme Kurtz 3 min 42 s 79                                                                                     | Thiago André 3 min 44 s 77                                                   |
| 5 000 m                      | Carlos San Martín 13 min 54 s 34                                                               | Jânio Varjão 13 min 55 s 88                                                                                       | Ignacio Velásquez 13 min 59 s 81                                             |
| 10 000 m                     | Ignacio Velásquez 28 min 44 s 81                                                               | Pariona Nider 28 min 49 s 48                                                                                      | Luis Masabanda 29 min 3 s 88                                                 |
| 110 m haies Vent : + 1,0 m/s | Martin Saenz 13 s 51                                                                           | Thiago Ornelas 13 s 63                                                                                            | Marcos Herrera 13 s 77                                                       |
| 400 mètres haies             | Francisco dos Reis 50 s 03                                                                     | Caio Vinícius Silva 51 s 27                                                                                       | Diego Courbis 51 s 40                                                        |
| 3 000 m steeple              | Carlos Andres Sanmartin 8 min 37 s 79                                                          | Didier Rodríguez 8 min 41 s 31                                                                                    | Walace Caldas 8 min 46 s 17                                                  |
| 20 000 m marche              | Luis Henry Campos 1 h 21 min 26 s                                                              | Jordy Jiménez 1 h 24 min 6 s                                                                                      | Matheus Corrêa 1 h 25 min 17 s                                               |
| 4 × 100 m                    | Venezuela Jhonny Rentería Carlos Palacios Neiker Abello Carlos Flórez Pedro Agualimpia 39 s 58 | Brésil Vinícius Moraes Felipe Bardi Erik Cardoso Vitor Hugo dos Santos Rodrigo do Nascimento Hygor Soares 39 s 62 | Venezuela Ángel Alvarado Bryant Alamo Alexis Nieves David Vivas 39 s 84      |
| 4 × 400 m                    | Brésil Tiago da Silva Lucas Carvalho Jadson Soares Elias Oliveira 3 min 7 s 40                 | Argentine Agustín Pinti Tomás Mirón Bruno de Genaro Elián Larregina 3 min 8 s 77                                  | Venezuela Javier Gómez Axel Gómez Kalin Zambrano Kelvis Padrino 3 min 9 s 18 |
| Saut en hauteur              | Thiago Moura 2,16 m                                                                            | Fernando Ferreira 2,13 m                                                                                          | Sebastián Daners 2,10 m                                                      |
| Saut à la perche             | Ricardo David Montes 5,40 m                                                                    | Guillermo Correa 5,40 m                                                                                           | Lucas Alisson 5,35 m                                                         |
| Saut en longueur             | Emiliano Lasa 7,97 m                                                                           | Emanuel Archibald 7,76 m                                                                                          | José Luis Mandros 7,73 m                                                     |
| Triple saut                  | Almir dos Santos 16,68 m                                                                       | Elton Petronilho 16,26 m                                                                                          | Leodan Torrealba 16,22 m                                                     |
| Lancer du poids              | Willian Dourado 20,65 m                                                                        | Welington Morais 20,28 m                                                                                          | Juan Manuel Arrieguez 18,78 m                                                |
| Lancer du disque             | Claudio Romero 64,13 m                                                                         | Wellinton da Cruz Filho 62,09 m                                                                                   | Mauricio Ortega 61,91 m                                                      |
| Lancer du marteau            | Joaquín Gómez 77,69 m                                                                          | Gabriel Kehr 76,90 m                                                                                              | Humberto Mansilla 76,61 m                                                    |
| Lancer du javelot            | Pedro Henrique Rodrigues 77,92 m                                                               | Billy Julio López 76,73 m                                                                                         | Lars Flaming 76,60 m                                                         |
| Décathlon                    | Jose Fernando Ferreira Santana 7 847 pts                                                       | Gerson Vidal Izaguirre Rangel 7 273 pts                                                                           | Pedro de Oliveira 7 116 pts                                                  |

### Femmes
| Épreuves                          | Or                                                                                    | Argent                                                                        | Bronze                                                                                              |
| --------------------------------- | ------------------------------------------------------------------------------------- | ----------------------------------------------------------------------------- | --------------------------------------------------------------------------------------------------- |
| 100 m Vent : + 1,2 m/s            | Vitória Cristina Rosa 11 s 21                                                         | Anahí Suárez 11 s 28                                                          | María Ignacia Montt 11 s 33                                                                         |
| 200 m Vent : + 2,6 m/s            | Nicole Caicedo 23 s 07                                                                | Anahí Suárez 23 s 25 Vitória Cristina Rosa                                    | -                                                                                                   |
| 400 m                             | Martina Weil 51 s 14                                                                  | Evelis Aguilar 51 s 26                                                        | Nicole Caicedo 53 s 05                                                                              |
| 800 m                             | Déborah Rodríguez 2 min 4 s 70                                                        | Mayara Leite 2 min 5 s 33                                                     | Berdine Castillo 2 min 5 s 89                                                                       |
| 1 500 m                           | Micaela Levaggi 4 min 25 s 99                                                         | María Pía Fernández 4 min 28 s 27                                             | July da Silva 4 min 28 s 39                                                                         |
| 5 000 m                           | Sheyla Eulogio 15 min 51 s 27                                                         | Edymar Brea 15 min 55 s 03                                                    | Daiana Ocampo 15 min 57 s 15                                                                        |
| 10 000 m                          | Nubia de Oliveira Silva 34 min 6 s 56                                                 | Florencia Borelli 34 min 8 s 01                                               | Edymar Brea 34 min 8 s 54                                                                           |
| 100 mètres haies Vent : + 2,6 m/s | Ketiley Batista 13 s 22 (w)                                                           | María Alejandra Rocha 13 s 42                                                 | Vitoria Alves 13 s 55                                                                               |
| 400 mètres haies                  | Gianna Woodruff 56 s 57                                                               | María Alejandra Rocha 57 s 48                                                 | Camille de Oliveira 58 s 05                                                                         |
| 3 000 m steeple                   | Tatiane Raquel da Silva 9 min 40 s 07                                                 | Micaela Levaggi 9 min 42 s 09                                                 | Mirelle Leite 10 min 13 s 35                                                                        |
| 20 000 m marche                   | Viviane Lyra 1 h 28 min 30 s                                                          | Gabriela de Souza Muniz 1 h 34 min 50 s                                       | (seulement deux concurrentes)                                                                       |
| 4 × 100 m                         | Brésil Gabriela Mourão Daniele Campigotto Lorraine Martins Vanessa dos Santos 44 s 35 | Équateur Aimara Nazareno Anahí Suárez Nicole Caicedo Jazmine Chala 45 s 04    | Argentine Belén Fritzsche María Florencia Lamboglia Valentina Napolitano Guillermina Cossio 46 s 57 |
| 4 × 400 m                         | Colombie Nahomy Castro Lina Licona Paola Loboa Evelis Aguilar 3 min 33 s 29           | Brésil Anny de Bassi Tiffani Marinho Jainy Barreto Letícia Lima 3 min 34 s 28 | Chili Stephanie Saavedra Antonia Ramírez Violeta Arnaiz Martina Weil 3 min 37 s 64                  |
| Saut en hauteur                   | Hellen Tenorio 1,81 m                                                                 | Arielly Monteiro 1,78 m                                                       | Valdileia Martins 1,75 m                                                                            |
| Saut à la perche                  | Juliana Campos 4,30 m                                                                 | Isabel de Quadros 3,80 m                                                      | Stefanny Castillo 3,20 m                                                                            |
| Saut en longueur                  | Natalia Linares 6,81 m (w)                                                            | Lissandra Maysa Campos 6,48 m (w)                                             | Yuliana Angulo 6,47 m (w)                                                                           |
| Triple saut                       | Gabriele Santos 13,96 m                                                               | Regiclecia da Silva 13,76 m                                                   | Natricia Hooper 13,64 m                                                                             |
| Lancer du poids                   | Ivana Gallardo 17,55 m                                                                | Ahymara Espinoza 16,51 m                                                      | Ana Caroline Silva 16,09 m                                                                          |
| Lancer du disque                  | Izabela da Silva 62,87 m                                                              | Andressa de Morais 60,16 m                                                    | Yerlin Mesa 55,69 m                                                                                 |
| Lancer du marteau                 | Rosa Rodríguez 71,04 m                                                                | Ximena Zorrilla 67,52 m                                                       | Mariana García 66,06 m                                                                              |
| Lancer du javelot                 | Jucilene de Lima 62,32 m                                                              | Juleisy Angulo 62,25 m                                                        | Daniela Nisimura 60,12 m                                                                            |
| Heptathlon                        | Martha Araújo Sinisterra 6 396 pts                                                    | Roberta dos Santos 5 553 pts                                                  | Tamara de Sousa 5 525 pts                                                                           |

### Mixte
| Épreuves  | Or                                                                            | Argent                                                                     | Bronze                                                                                          |
| --------- | ----------------------------------------------------------------------------- | -------------------------------------------------------------------------- | ----------------------------------------------------------------------------------------------- |
| 4 × 400 m | Brésil Jadson Soares Erica Barbosa Tiago da Silva Anny de Bassi 3 min 17 s 73 | Colombie Daniel Balanta Paola Loboa Luis Arrieta Lina Licona 3 min 19 s 18 | Argentine Agustín Pinti María Florencia Lamboglia Elián Larregina Noelia Martínez 3 min 23 s 12 |